# Калеум

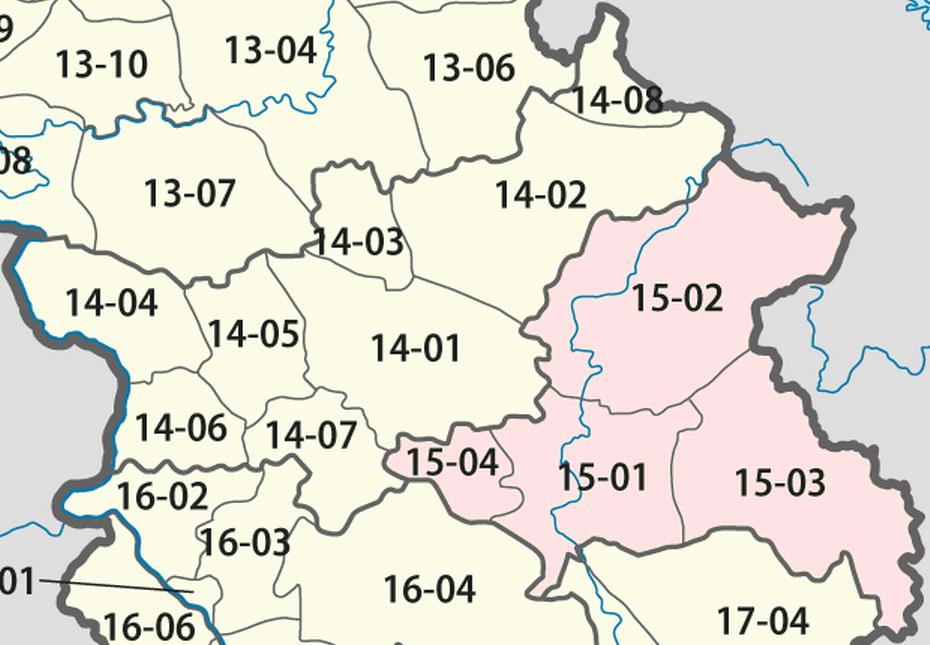
Число 15-02

Калеум — один з районів (лаос. ເມືອງ муанг) провінції Секонг, Лаос.